# Anke Engelke
Anke Christina Engelke (Montreal, 21 december 1965) is een Duitse actrice en presentatrice.

## Jeugd en opleiding
Anke Engelke werd geboren in het Canadese Montreal. Haar vader was manager van de Lufthansa en haar moeder was correspondente voor vreemde talen. Ze heeft ook een zus, Suzanne. Ze spreekt Duits, Engels en Frans. In 1971 verhuisde de familie naar Rösrath bij Keulen, waar ze het plaatselijke "Freiherr-vom-Stein-Schule Gymnasium Rösrath" bezocht. Ze werd ook lid van het schoolkoor Die Sonntagskinder, dat in 1975 optrad in Peter Frankenfelds show Musik ist Trumpf als begeleiding van de schlagerzanger Heino. Voor de ZDF-reeks Sing mit Heino (1977 tot 1979) stond ze met het koor ook als begeleiding van de zanger voor de camera. Toen het koor in 1977 tijdens een tournee de zanger Udo Jürgens begeleidde, werd de toentertijd elfjarige door Radio Luxembourg ontdekt na een duet met Jürgens.

## Carrière

### Als presentatrice
Van 1978 tot 1980 presenteerde ze bij Radio Luxembourg het programma Moment mal. Van 1979 tot 1986 was ze presentatrice van de dagelijkse kinderprogramma's voor het ZDF tijdens de Funkausstellung. Samen met Benny Schnier presenteerde ze het ZDF-vakantieprogramma. In 1980 verzorgde ze een optreden bij Bio's Bahnhof, die haar carrière aanmoedigde. Haar studies in Keulen brak ze voortijdig af. De radiozender SWF in Baden-Baden leidde haar in 1986 op tot redacteur. Later presenteerde ze tot 1998 bij SWF3 radioprogramma's, zoals Pop Shop. Tijdens deze periode speelde ze zichzelf als SWF3-radiopresentatrice in de Tatort-aflevering Tod im All.

### Als zangeres
In 1979 zong ze met de groep Manuel & Pony Das Lied von Manuel en scoorde daarmee in de ZDF-Hitparade. In 1981 verscheen de single Anke & Alexis Weissenberg – Wiegenlied für Erwachsene. Sinds 1989 zijn Anke en haar zus Suzanne zangeressen binnen de soulband "Fred Kellner und die famosen Soulsisters", die jaarlijks ongeveer twee tot drie weken live optreden. Bij de groep speelde ook haar toekomstige echtgenoot, de keyboarder Andreas Grimm. Van 1993 tot 1996 was ze lid van het SWF3-comedy-ensemble Gagtory. Ze zegt een grote fan te zijn van ABBA, de Zweedse winnaar van het Eurovisiesongfestival 1974.

### Als actrice
Van 1996 tot 2000 had ze optredens met Ingolf Lück, Bastian Pastewka, Marco Rima en later Markus Maria Profitlich in het Sat.1-sketch-programma Die Wochenschau. Daarmee bewees ze, dat ze van alle markten thuis was en verschillende rollen kon spelen. Een andere productie was de comedy-serie Anke, die zich achter het podium van een fictieve talkshow afspeelde (1999 tot 2001). Voor haar rol als fictieve talkshowpresentatrice Anke kreeg ze tweemaal de Duitse Comedyprijs als beste comédienne. De serie zelf werd in 2001 genomineerd voor de Adolf Grimme-prijs. Van 2002 tot 2004 was ze te zien in de Sat.1-sketch-show Ladykracher, die in 2003 werd genomineerd voor de Emmy-Award en meerdere prijzen kreeg, waaronder de Duitse Comedy-prijs. Aangezien Engelke andere aanbiedingen aannam, waaronder Anke Late Night en Ladyland, werd Ladykracher tijdelijk in de pauzestand gezet tot 2008. In 2003 ontving ze samen met Olli Dittrich voor de tweede aflevering van de ZDF-tv-spelreeks Blind Date – Taxi nach Schweinau de gouden Grimme-prijs. Als stemacteur leende ze haar stem aan de visdame Dorie uit de animatiefilm Finding Nemo. Vanaf mei 2004 tot oktober 2004 presenteerde ze op de voormalige zendlocatie van de Harald Schmidt-show de Late Night-show Anke Late Night.
In 2006 startte Engelke met Ladyland een vierdelige comedyserie, die in 2007 werd uitgebreid met twaalf verdere afleveringen. Sinds 2007 leent ze haar stem aan de figuur Marge Simpson uit de animatieserie The Simpsons (ProSieben) als opvolgster van de in 2006 overleden actrice Elisabeth Volkmann. Ze maakte haar stemdebuut in de eerste Simpsons-aflevering Ein perfekter Gentleman (2007). In hetzelfde jaar werkte ze mee aan de kinder-tv-reeks Die Sendung mit dem Elefanten. In de tv-serie Kommissarin Lucas speelt ze de jongere zus van de commissaris. Bovendien maakte ze in 2007 en 2009, samen met Bastian Pastewka in Fröhliche Weihnachten! – mit Wolfgang & Anneliese, persiflages van verschillende tv-shows. In 2008 speelde ze in de bioscoop-komedie Freche Mädchen de moeder van een van de drie hoofdfiguren. Een jaar later presenteerde ze de toekenning van de Europese Filmprijs in Bochum.
In 2011 presenteerde ze samen met Stefan Raab en Judith Rakers het Eurovisiesongfestival 2011 in Düsseldorf. In oktober van hetzelfde jaar won ze, samen met Stefan Raab en Judith Rakers, bij de uitreiking van de Duitse Televisieprijs in Keulen in de categorie Beste Amusementsprogramma van het Jaar voor de presentatie en in de categorie Beste Comedy voor Ladykracher. In 2012 behoorde ze tot de vijfkoppige jury voor het Eurovisiesongfestival 2012 in Baku, de hoofdstad van Azerbeidzjan. Daar maakte ze als spreekster van de jury de wereld opmerkzaam op de mensenrechtensituatie in Azerbeidzjan, waarvoor ze veel bijval oogstte van de media. Sinds 2013 presenteert Engelke bij de WDR-televisie de talkshow Anke hat Zeit.

## Verdere interessen
Engelke zet zich sinds 2003 in als ambassadrice voor het Duitse Medikamenten-Hilfswerk Action medeor in de bestrijding van malaria. In 2012 presenteerde ze de toekenning van de Fairtrade-Awards. Ze is ook sinds 2010 gastdocente aan de kunsthogeschool voor Media in Keulen voor het vak Creatieve tv-productie in het onderdeel Film en Televisie.

## Privéleven
Anke Engelke was van 1994 tot 2005 getrouwd met de keyboarder Andreas Grimm, met wie ze een dochter heeft (geb. 1996). In 2000 was ze enkele maanden met de tv-presentator Niels Ruf en tot maart 2003 vier jaar lang samen met Benjamin von Stuckrad-Barre. Op haar 40e verjaardag op 21 december 2005 trouwde ze met de muzikant Claus Fischer, de vader van haar beide zonen (geb. 2005 en 2009). Ze nam de naam van haar echtgenoot aan, maar treedt wel nog onder de naam Engelke op. In mei 2015 kwam er ook aan dit huwelijk een einde. Anke Engelke woont tegenwoordig in Keulen.

## Onderscheidingen
- 1999 - Adolf-Grimme-Prijs "Spezial" voor buitengewone prestaties als lid van een sketchensemble
- 1999 - Gouden Camera "Publieksprijs" voor haar prestaties als vertolker in de tv-reeks Die Wochenshow
- 1999 - Gouden Roos van Montreux (samen met het team van Die Wochenshow)
- 1999 - Gouden Romy voor het "Beste Programma-idee" samen met het ensemble van Die Wochenshow
- 1999 - Bambi voor haar prestaties bij het onderdeel Comedy
- 1999 - Duitse Comedy-prijs in de categorie "Beste Comedyshow" voor Die Wochenshow (als teamlid)
- 2000 - Duitse Comedy-prijs als "Beste Comédienne" (publieksprijs)
- 2001 - Duitse Comedy-prijs als "Beste Comédienne" voor Anke
- 2002 - Duitse Comedy-prijs als "Beste Comédienne" voor Ladykracher
- 2002 - Duitse Comedy-prijs in de categorie „Beste Comedy Show“ voor Ladykracher
- 2002 - Duitse televisieprijs in de categorie „Beste Comedy“ voor Ladykracher
- 2002 - Miss TV Juni 2002 (4Fans)
- 2002 - Gouden Plaat voor het video-album Ladykracher Vol. 1
- 2003 - Duitse Comedy-prijs in der categorie "Beste Sketch-Show" voor Ladykracher
- 2003 - Duitse Comedy-prijs in der categorie "TV Speelfilm-Publieksprijs"
- 2003 - Beierse televisieprijs samen met Olli Dittrich voor Blind Date: Taxi nach Schweinau
- 2003 - Adolf-Grimme-Prijs met Gold samen met Olli Dittrich voor Blind Date: Taxi nach Schweinau
- 2003 - Eins Live Krone in de categorie "Beste Comedy"
- 2003 - Zilveren Bravo Otto
- 2004 - Rose d’Or in de categorie "Beste Comedyvertolkster" voor Ladykracher
- 2005 - Rose d’Or in de categorie "FRAPA Scripted Format-Pijs" voor Ladykracher
- 2006 - Duitse Comedy-prijs in de categorie "Beste Komedie" voor Ladyland
- 2007 - Duitse Comedy-prijs in de categorie "Beste Actrice"
- 2008 - Adolf-Grimme-Preis in het onderdeel "Amusement" samen met Bastian Pastewka voor de hoofdrol in Fröhliche Weihnachten! – mit Wolfgang & Anneliese
- 2008 - Beierse televisieprijs voor Fröhliche Weihnachten! – mit Wolfgang & Anneliese (samen met Bastian Pastewka)
- 2008 - Duitse Comedy-prijs in de categorie "Beste Comedy-event" voor Fröhliche Weihnachten! – mit Wolfgang & Anneliese (samen met Bastian Pastewka)
- 2009 - Duitse Comedy-prijs in de categorie "Beste Sketch-Show" voor Ladykracher
- 2010 - Duitse Comedy-prijs in de categorie "Beste Sketch-Show" voor Ladykracher
- 2010 - Duitse Comedy-prijs in de categorie "Beste Comedy-event" voor Fröhliche Weihnachten! – mit Wolfgang & Anneliese (samen met Bastian Pastewka)
- 2011 - Ster op de Boulevard der Stars in Berlijn
- 2011 - Duitse televisieprijs in de categorie "Beste Amusementsprogramma van het Jaar" samen met Stefan Raab en Judith Rakers voor de presentatie van het Eurovisiesongfestival 2011
- 2011 - Duitse Televisieprijs in de categorie "Beste Comedy" voor Ladykracher (Sat.1)
- 2011 - Duitse Comedy-prijs in de categorie "Beste Sketch-comedy" voor Ladykracher
- 2016 - Ernst-Lubitsch-Prijs voor haar rol in Frau Müller muss weg!

## Discografie
- 1979: Manuel (Chris) & Pony
- 1981: La Fugue (met Alexis Weissenberg)
- 1992: Franck Band – Dufte
- 1992: Fred Kellner und die famosen Soulsisters – Live von der Bühne
- 1992: Fred Kellner und die famosen Soulsisters – I'm a Soulband
- 1994: Advanced Chemistry – Dir fehlt der Funk
- 1998: Zimmer frei
- 1998: Die Wochenshow-Best of
- 2000: Fred Kellner und die famosen Soulsisters – Say Fred, Say Kellner
- 2000: Nina Hagen – Return of the Mother (gastoptreden)
- 2000: Marco Rima – Hank Hoover
- 2001: Franckband – Lieber Gott
- 2001: Owie Lacht – Deutschlands Comedians singen Weihnachtslieder
- 2003: Popshoppers' Cosmotopia
- 2003: Popshoppers' Shopping Guide
- 2003: Sackjeseech Party
- 2003: Zimmer frei 2
- 2003: Solo Album
- 2003: Franckband – Live im Backstage/Fulda
- 2004: Der Wixxer
- 2004: The Wizard
- 2005: Der kleine Eisbär 2 – Die geheimnisvolle Insel
- 2005: James Tierleben
- 2006: Oh, wie schön ist Panama
- 2007: Der Wixxer
- 2010: Abenteuer im Traumland – de soundtrack van de bioscoopfilm
- 2012: Das Dschungelbuch - gelezen door Anke Engelke

## Filmografie (selectie)

### Tv-presentatie en -comedy
- 1979–1986: ZDF Ferienprogramm
- 1986: Die Maultrommel (22 edities bij ZDF)
- 1996–2000: Die Wochenshow
- 1998: … und im Keller gärt es (televisieserie, 3 afleveringen)
- 1998–2003: Danke Anke! Weihnachten
- 1999–2001: Anke
- 2001: Presentatie Deutscher Fernsehpreis 2001 (samen met Hape Kerkeling)
- 2001–2005: Blind Date
- 2001–2004, 2008–2013: Ladykracher
- 2002-2007: Die 5 Millionen SKL Show
- 2003-2019: (met onderbrekingen): Presentatie openings- en slotevenementen van de Berlinale
- 2004: Anke Late Night
- 2005: Presentatie Deutscher Fernsehpreis 2005 (samen met Hugo Egon Balder)
- 2006, 2009, 2011, 2014: Pastewka (televisieserie, meerdere afleveringen)
- 2006–2007: Ladyland
- 2007, 2009: Fröhliche Weihnachten! – met Wolfgang & Anneliese
- Sinds 2007: Die Sendung mit dem Elefanten
- 2009: Presentatie Deutscher Fernsehpreis 2009 (als Anneliese Funzfichler van het volksmuziek-duo Wolfgang & Anneliese)
- 2011: Fröhlicher Frühling – met Wolfgang & Anneliese
- 2011: Presentatie Eurovisiesongfestival 2011 met Stefan Raab en Judith Rakers
- 2011: Elefantastisch Die Sendung mit dem Elefanten
- 2013: Presentatie Unser Song für Malmö
- 2013: Pastewkas Weihnachtsgeschichte
- 2013: Reportage Sowas wie Glück
- 2013–2015: Anke hat Zeit
- 2015: Reportage Fast Perfekt - Anke Engelke und die Selbstoptimierer
- 2017: Reportage Sowas wie Angst
- sinds 2021: LOL: Last One Laughing
- 2022: Wer stiehlt mir die Show?

### Als filmactrice
- 1997: Tatort: Tod im All
- 1998: ... und im Keller gärt es (televisieserie, 3 afleveringen)
- 2000: LiebesLuder
- 2001: Usadel International (korte film)
- 2001: Der Schuh des Manitu (alleen XXL-versie op DVD)
- 2003: Operation Dance Sensation
- 2003: Just get Married (korte film)
- 2003: Lindenstraße – Heldentum (televisieserie)
- 2004: Germanikus
- 2004: Der Wixxer
- 2005: Vom Suchen und Finden der Liebe
- 2007: Vollidiot
- 2007: Fröhliche Weihnachten
- Sinds 2007: Kommissarin Lucas (televisieserie)
- 2008: Freche Mädchen
- 2009: Lippels Traum
- 2010: Freche Mädchen 2
- 2011: Fröhlicher Frühling
- 2012: Überlast (korte film)
- 2014: Doktor Proktors Pupspulver
- 2014: Rico, Oskar und die Tieferschatten
- 2015: Im Knast (televisieserie, 1 aflevering)
- 2015: Frau Müller muss weg!
- 2018: Deutschland 86
- 2015: Gespensterjäger – Auf eisiger Spur
- 2015: Doktor Proktors Zeitbadewanne
- 2015: Einmal Hallig und zurück (televisiefilm)
- 2015 Herman the German (korte film)
- 2016: Tödliche Geheimnisse - Geraubte Wahrheit (televisiefilm)
- 2016: Wellness für Paare
- 2016: Mind Your Body (korte film)
- 2017: Happy Burnout
- 2017: Tödliche Geheimnisse – Jagd in Kapstadt (televisiefilm)
- 2017: Nur ein Tag
- 2018: Südstadt (televisiefilm)
- 2018: Das schönste Mädchen der Welt
- 2018: Deutschland 86 (televisieserie, 7 afleveringen)
- 2019: Rate Your Date
- 2020: Tödliche Geheimnisse – Das Versprechen (televisiefilm)
- 2020: Das letzte Wort (televisieserie, 6 afleveringen)
- 2020: Deutschland 89 (televisieserie, 8 afleveringen)
- 2021: Mein Sohn
- 2022: Der Onkel – The Hawk
- 2022: Eingeschlossene Gesellschaft
- 2022: Mutter
- 2022: Kurzschluss (korte film)
- 2023: Deutsches Haus (televisieserie, 5 Folgen)
- 2023: Der zweite Kurzschluss (korte film)
- 2023: Schock

### Als stemactrice
- 1999: Tarzan als Jane
- 2002: Der kleine Eisbär als ijsbeermoeder
- 2003: Findet Nemo als Dorie
- 2005: Der kleine Eisbär 2 als ijsbeermoeder
- 2006: Oh, wie schön ist Panama als vis
- 2006: Urmel aus dem Eis als Wutz
- Sinds 2007: Die Simpsons (tv-serie) als Marge Simpson
- 2007: Die Simpsons – Der Film als Marge Simpson
- 2007: Die Simpsons – Das Spiel als Marge Simpson
- 2008: Horton hört ein Hu! als kangoeroe
- 2008: Urmel voll in Fahrt als Wutz
- 2011: Gnomeo und Julia als Nanette
- 2013: Sightseers als Duitse stem voor Alice Lowe
- 2016: Findet Dorie als Dorie

### Hoorspelen
- 1999: Tarzan als Jane
- 2001: Der kleine Eisbär als ijsbeermoeder
- 2003: Findet Nemo als Dorie
- 2005: Der kleine Eisbär 2 – Die geheimnisvolle Insel
- 2006: Tod und Teufel als Richmodis von Weiden
- 2006: Oh, wie schön ist Panama
- 2007: Der Wixxer als Doris Dubinsky
- 2008: Urmel von in Fahrt als Wutz
- 2008: Tod und Teufel (Speciale editie) als Richmodis von Weiden
- 2012: Mir kocht die Blut! als verteller
- 2016: Die Simpsons: Das Original-Hörspiel zur TV-Serie (Die Simpsons kompleet seizoen 23), Edel:Kids (Edel)

### Luisterboeken
- 2009: Heike Faller: Wie ich einmal versuchte, reich zu werden, Random House Audio (luisterboek-download), ISBN 978-3-8371-7610-0
- 2013: Felix Salten: Bambi: Eine Lebensgeschichte aus dem Walde, tacheles, ISBN 978-3-86484-028-9
- 2013: Rudyard Kipling: Das Dschungelbuch, bewerkt door Michael Schulte, Ohrka.de (gratis luisterboek-download)
- 2022: Günter Wallraff: Ganz Unten, Audio-To-Go Publishing Ltd.

- Gemeinsame Normdatei: 128498676
- International Standard Name Identifier: 0000 0001 2280 2846
- Library of Congress Control Number: no2011107102
- MusicBrainz: 50fc1a71-5d7d-451c-a30a-ba6431c6df75
- Réseau des bibliothèques de Suisse occidentale: 02-A025531803
- Système universitaire de documentation: 150725434
- Virtual International Authority File: 55200731
- WorldCat: E39PBJfh7HDwFdTbCYkRjf9hpP